# Mega Man Legacy Collection 2
Mega Man Legacy Collection 2 conocido en Japón como Rockman Classics Collection 2 (ロックマン クラシックス コレクション2 Rokku Man Kurashikkusu Korekushon 2?, lit. Colección Clásicas de Mega Man 2)  es un juego recopilatorio de la Saga Clásica de Mega Man que fue lanzado el 8 de agosto de 2017 para PlayStation 4, Xbox One y Steam. También fue lanzado para la Nintendo Switch en 22 de mayo de 2018. Como continuación y la secuela de Mega Man Legacy Collection. A diferencia de su antecesor, Este título incluye 4 juegos: Mega Man 7, Mega Man 8, Mega Man 9 y Mega Man 10. Intentará dar la impresión del gran salto que tuvo la saga clásica en sus posteriores entregas, con gráficos en alta definición y contenido adicional.

## Argumento
Mega Man vuelve con la segunda colección de títulos clásicos de Capcom. Con fieles reproducciones de Mega Man 7 a Mega Man 10, el juego llega repleto de contenido adicional, desde contrarrelojes y retos, a un reproductor de música y una completa galería de raras ilustraciones. También incluye los modos adicionales publicados originalmente como DLC para Mega Man 9 y 10, y, para los que encuentran estos juegos de plataformas retro, ahora puedes incluso reducir los daños que recibes.
- Datos: Q47392598